# پایگاه هوایی ابو سووایر
پایگاه هوایی ابو سووایر (به انگلیسی: Abu Suwayr Air Base) یک فرودگاه نظامی است که یک باند فرود آسفالت دارد و طول باند آن ۹۷۵۲ متر است. این فرودگاه در کشور مصر قرار دارد و در ارتفاع ۱۵ متری از سطح دریا واقع شده‌است.